# Мария Анна Австрийская (королева Португалии)
Мария Анна Австрийская (7 сентября 1683, Линц, эрцгерцогство Австрия над Энсом — 14 августа 1754, Лиссабон) — королева Португалии (жена короля Жуана V) с 1708 года до самой своей смерти в 1754 году, также выполняла обязанности регента во время болезни супруга. Была эрцгерцогиней Австрии как дочь императора Леопольда I.

## Семья
Урожденная Мария Анна Жозефа была дочерью императора Священной Римской Империи Леопольда I и императрицы Элеоноры, таким образом, она приходилась сестрой императорам Иосифу I и Карлу VI. Через своего брата Карла, она приходилась теткой первой женщине, правившей Австрией, — Марии Терезии.

## Замужество
Мария Анна была обещана в жены своему кузену, королю Португалии Жуану V. Мать жениха, Мария София, приходилась родной сестрой матери невесты, императрице Элеоноре. В соответствии с этикетом того времени, король направил многочисленное посольство во главе с графом Фераньо Телес да Силва в столицу Империи. 6 июня 1708 года в Соборе Святого Стефана был заключен брак по доверенности.
В Лиссабон Мария Анна прибыла в сопровождении армады из 18 кораблей. 27 октября того же года состоялась официальная церемония бракосочетания, сопровождаемая пышными празднествами на улицах города.
Очень скоро королева осознала, что при португальском дворе внешний лоск и красота ценятся гораздо больше внутреннего содержания, к чему она привыкла в родной Вене. Король и после свадьбы не прекращал свои любовные связи на стороне. Королеве, бывшей на шесть лет старше супруга, приходилось с этим мириться, возможно, её терпение к неверности мужа сделало их брак внешне счастливым. У королевской четы было шесть детей:
- Барбара (1711—1758) — супруга короля Испании Фердинанда VI
- Педру[порт.] (1712—1714)
- Жозе I (1714—1777) — женат на Марианне Виктории Испанской
- Карлос[порт.] (1716—1730)
- Педру III (1717—1786) — женат на родной племяннице, королеве Португалии Марии I
- Александр[порт.] (1723—1728)

## Регентство
В 1742 году Марии Анне пришлось взять управление страной на себя после сердечного приступа у её мужа, после которого тот остался частично парализованным. Когда 31 июля 1750 года Жуан V умер, она передала бразды правления своему старшему сыну, ставшему королём Жозе I.

## Кончина
Королева-мать (титул, который она носила после смерти мужа) умерла 14 августа 1754 года в Беленском дворце и была похоронена в монастыре Святого Иоанна Непомуцена, ею самой основанном, а сердце королевы было переправлено в Вену, где оно хранится в родовой усыпальнице Габсбургов. В 1855 году по приказу короля-регента Фердинанда II её тело было перенесено в пантеон династии Браганса в монастыре Сан-Висенте-де-Фора. А гробница, в которой её тело покоилось в монастыре Святого Иоанна Непомуцена, была перенесена в Археологический музей Карму в Лиссабоне.